# 莫哈末·夏里夫·普京
哈芝莫哈末·夏里夫·普京·本·馬賽魯丁（馬來語：Mohd Sarif Pudin bin Matserudin），是汶萊皇家海軍的現任指揮官，在2022年12月30日上任。